# Sinfonía n.º 6 (Chaikovski)

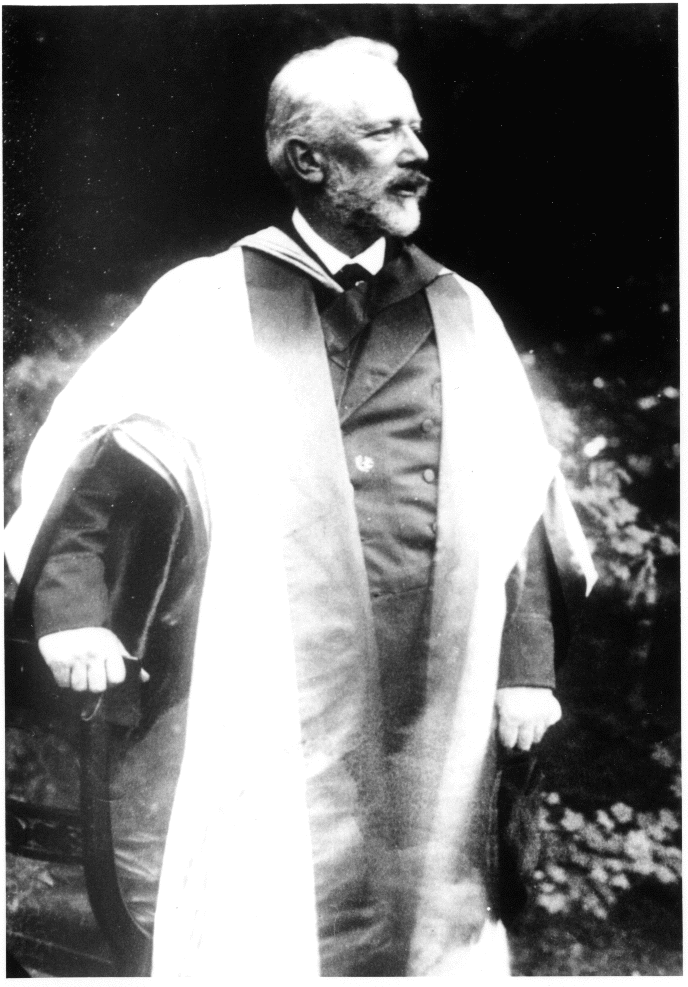
Chaikovski recibió el título de doctor honoris causa de la Universidad de Cambridge el 1 de junio de 1893, poco antes del estreno de la sinfonía.

La Sinfonía n.º 6 en si menor, Op. 74, también conocida como «Patética» o «Apasionada», es la última sinfonía de Piotr Chaikovski, compuesta entre febrero y finales de agosto de 1893. El compositor dirigió el estreno en San Petersburgo el 28 de octubre de ese año, nueve días antes de su muerte. La segunda interpretación, bajo la dirección de Eduard Naprávnik, tuvo lugar veinte días después en un concierto conmemorativo.
El subtítulo de «Patética» no es del propio Chaikovski; fue sugerido por su hermano menor Modest y la palabra rusa que utilizó fue «Patetícheskaya», que significa «apasionada» o «emotiva». La obra ha provocado comentarios muy diversos, también por razones que no son estrictamente musicales, puesto que una semana después del estreno el compositor agonizaba durante una epidemia de cólera en San Petersburgo. La interpretación más conocida de la obra habla de una retrospectiva autobiográfica que desemboca en un «réquiem» para sí mismo, resultante de una premonición que el compositor habría tenido de su próximo fin.[cita requerida]

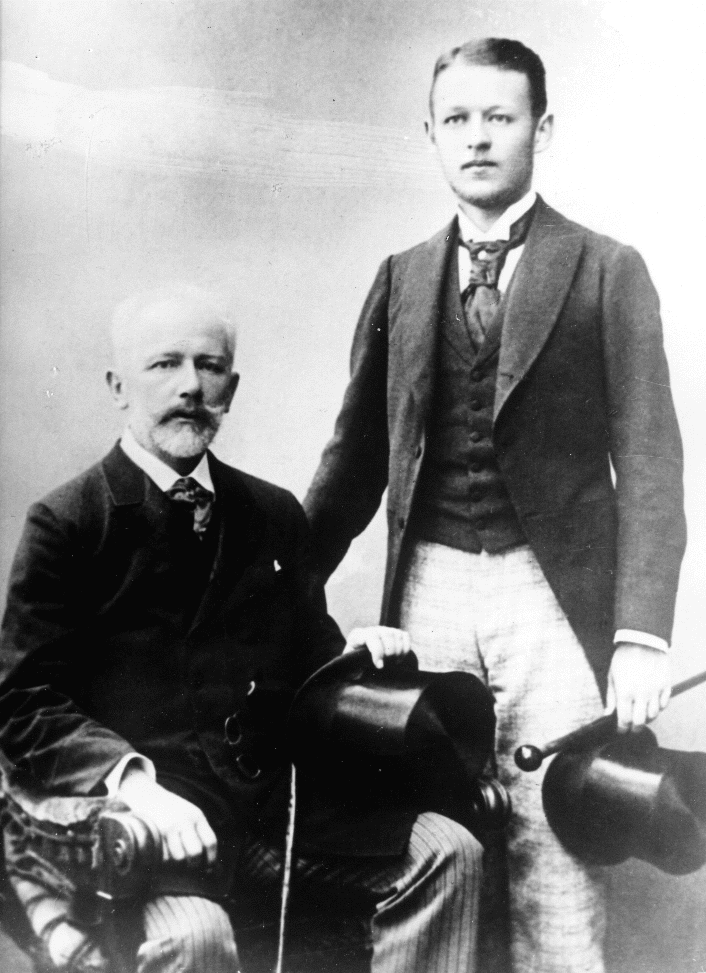
Piotr Chaikovski y Vladímir Davýdov en 1892

## Historia

### Composición
“Creo que me será dado escribir una sinfonía ejemplar: probablemente lucharé hasta el último suspiro por alcanzar la perfección sin lograrlo nunca”. Esto es lo que escribió Chaikovski en 1891, queriendo sin mirar el precio a pagar, realizar de inmediato esta idea expresada en otra carta. “Se me ocurrió otra sinfonía, esta vez con un programa que sigue siendo desconocido para todos, a menos que alguien pueda adivinarlo: la obra se llamará 'una sinfonía programática'. Este programa está lleno de emociones subjetivas, y durante mi último viaje, mientras lo pensaba, muchas veces lloré. Ahora, de regreso a casa, en menos de cuatro días, he diseñado la configuración para el primer movimiento y tengo muy clara la estructura general en mente. Habrá muchas novedades en esta sinfonía en cuanto a forma”. Todo esto se dice en una carta a su sobrino, ya que se habían roto las relaciones con Nadezhda von Meck. Así, Chaikovski comenzó a trabajar en la composición de una nueva sinfonía. “Cuanto más trabajo en la orquestación, más difícil me resulta. Hace veinte años hubiera terminado antes, sin pensarlo tanto, y me hubiera ido bien. Ahora me he convertido en un anciano, sin fe en sí mismo. Durante dos días enteros "cociné a fuego lento" dos páginas. No avanzo como quisiera, pero no me rindo”.
Chaikovski comenzó los bocetos, el 16 de febrero [a.s. 4 de febrero] de 1893. La orquestación se completó en agosto. Con algunas dudas sobre el final, el compositor decidió hacer una lectura privada en una actuación a "puerta cerrada" el 21 de octubre [a.s. 9 de octubre] de 1893 por una orquesta compuesta por alumnos del Conservatorio bajo la dirección de Vasili Safónov (1852-1918), pianista, director de orquesta, profesor y director del Conservatorio de Moscú, muy estimado por el compositor.
28 de octubre [a.s. 16 de octubre] de 1893, el propio Chaikovski realizó el estreno en el salón de actos de los señores de San Petersburgo. El programa incluyó obras de Laroš y Mozart, así como el Concierto para piano n.° 1 de Chaikovski con Adele aus der Ohe (1861-1937) como solista, quien también interpretó algunas piezas para piano solo, y finalmente la Rapsodia española de Liszt.
La acogida fue calurosa por la dirección del compositor y por el final especialmente adaptado para provocar el aplauso del público. El autor salió molesto y luego fue con Aleksandr Glazunov a una comida ritual con amigos en el Grand Hotel.
Dos días después, envió la partitura a su editor para que la publicara y le pidió que pusiera la dedicatoria a su sobrino Vladímir Davýdov en la portada. La sinfonía se publicó en 1894 con el título de Patética.
La sinfonía se interpretó por segunda vez, después de la muerte del compositor, ocurrida el 6 de noviembre [a.s. 25 de octubre] de 1893, durante una velada que de hecho adquirió el carácter de un homenaje. Entonces tuvo mucho éxito. Era el 18 de noviembre [a.s. 6 de noviembre] 1893 con el director Eduard Naprávnik (1839-1916), compositor y amigo de Chaikovski, quien también había estrenado las óperas La doncella de Orléans, La dama de picas e Iolanta. La sinfonía ha ganado constantemente en fama con el tiempo.

### Sobrenombre
Modest Chaikovski, hermano del compositor, la apodó "Patética" (en ruso, Патетическая, Patetícheskaya) por el carácter extremadamente atormentado de la obra. Habiendo propuesto su hermano el subtítulo inicial "Trágica", Chaikovski lo rechazó, antes de aceptar el subtítulo "Patética". Además, Chaikovski admitió, en una carta a su hermano, que lloró mucho mientras componía esta sinfonía. Detalle notable, esta sinfonía es la primera en terminar con un movimiento lento: Adagio lamentoso (si exceptuamos la Sinfonía n.° 45 "Las despedidas" de Haydn que también termina con un Adagio pero que no se justifica por elección estética como aquí sino para incorporar el famoso "gag" final: los músicos abandonan la orquesta uno tras otro hasta que solo queda el primer violín). Este final lento refuerza aún más el lado patético de la obra y el sentimiento de desesperación. La repentina muerte del compositor ese mismo año, pocos días después de dirigir el estreno de esta sinfonía, difundió el rumor de que, como Mozart, había compuesto en ella su propio réquiem. La cita de la misa de difuntos de la Iglesia Ortodoxa en el primer movimiento es uno de los elementos que sustentan esta tesis.

### Estreno
El estreno tuvo lugar en San Petersburgo el 28 de octubre de 1893 bajo la dirección del propio compositor. Sin embargo, la recepción del público fue muy variada. Solo tres semanas después, bajo la batuta de Eduard Naprávnik, la obra disfrutó de un verdadero éxito. Desafortunadamente, mientras tanto, Chaikovski había muerto.
La sexta sinfonía está dedicada a Vladímir Davýdov (sobrino del compositor) y su interpretación dura unos 45 minutos. En los extremos, la grabación de Léonard Bernstein en 1961 con la Orquesta Filarmónica de Nueva York dura 58 minutos, y la de Oskar Fried en 1931 se completa en 39 minutos.
Cabe señalar que en agosto de 1893, Chaikovski arregló una versión de su sexta sinfonía para dos pianos.

### Partitura autógrafa
La partitura manuscrita de Chaikovski se conserva en el Museo Estatal de Cultura Musical Glinka en Moscú (ф. 88, n.º 60 [archivo]). En la portada de la partitura, el autor escribió: “Para Vladímir Lvóvich Davýdov. Sinfonía Patética No. 6. Compuesta por P. Chaikovski". En la misma página hay dos notas del compositor. La primera de ellas se hizo el día en que se completó la partitura: "Le insto a asegurarse de que, al escribir las partes, todas las marcas en las partes correspondan exactamente a la partitura. P. Chaikovski. 19 de agosto de 1893”. La segunda nota se agregó, al parecer, después de la primera interpretación de la sinfonía: "¡He hecho algunas correcciones en el segundo y tercer movimiento, que deben trasladarse a las partes! Pida al Sr. Kleinecke que asista a esta corrección”.
El arreglo autógrafo del compositor para piano a cuatro manos se ha perdido, pero se conserva una copia manuscrita con sus anotaciones en el Archivo Estatal Ruso de Literatura y Arte en Moscú (ф. 952, n.º 725a).

## Instrumentación
La partitura está escrita para una orquesta formada por: 
- Viento madera: 3 flautas (la tercera doblando al flautín), 2 oboes, 2 clarinetes en la y 2 fagotes.
- Viento metal: 4 trompas en fa, 2 trompetas en si bemol y en la, 3 trombones (alto, tenor y bajo) y 1 tuba.
- Percusión: timbales, bombo, platillos (sólo usados en el movimiento III) y gong (sólo usado en el Finale).
- Cuerda: violines I y II, violas, violonchelos y contrabajos.

## Estructura y análisis
La sinfonía consta de cuatro movimientos: 
- I. Adagio – Allegro non troppo, en si menor 4
4
- II. Allegro con grazia, en re mayor 5
4
- III. Allegro molto vivace, en sol mayor 12
8
- IV. Finale. Adagio lamentoso, en si menor 3
4 – si mayor 4
4

### I.Adagio – Allegro non troppo
El primer movimiento es en forma sonata con una introducción lenta (compases 1-18), una exposición compuesta por dos grupos temáticos (compases 19-88 y 89-160), una sección de desarrollo (compases 161-248), una recapitulación (compases 249-334) y una coda (compases 335-354).
La introducción se abre con un tema presentado por el fagot acompañado de las cuerdas, creando una atmósfera oscura. Este tema se forma sobre la repetición progresiva de una celda melódica planteada en el Allegro non troppo por las violas acompañadas de los violonchelos. El tema es desarrollado por la orquesta en un breve solo de viola que concluye el segundo grupo, una tierna melodía en Re mayor presentada por los primeros violines y las violas. Debe ser interpretada según las indicaciones de la partitura dadas por el compositor: Teneramente, molto cantabile, con espansione. Después de un episodio de transición, el segundo tema es repetido por todos los violines y violas sin sordina, acompañados por la orquesta completa. Después de otro episodio de transición lírica, la melodía se repite de nuevo por el clarinete solo, luego se aquieta hasta un fraseo del fagot.
El allegro comienza con un fortissimo inesperado y es la sección de desarrollo del movimiento. Es una página dramática e impetuosa, basada principalmente en el primer tema. En el compás 190, sin embargo, las trompetas exponen un fragmento del segundo tema, rápidamente tragado por el torbellino general. En este punto, sobre el ostinato de los violonchelos se inserta un coral de metales extraído de la liturgia ortodoxa, titulado "Dormir con los santos", que alterna con motivos introducidos por los instrumentos de viento, violas y violonchelos y que llega a un nuevo crescendo que culmina con la repetición del tema principal del movimiento. Tras la recapitulación en si mayor del segundo tema, el movimiento termina con una coda basada en una gran escala descendente, tocada por las cuerdas en pizzicato, y sobre la que descansa un nuevo coral de instrumentos de viento.
Este primer movimiento de la sinfonía, que es también el más largo, dura unos 20 minutos.

### II.Allegro con grazia
El segundo movimiento se caracteriza por su insólito compás de 5/4. Cabe decir que se trata de la primera vez que este compás fue usado en una sinfonía (mientras en el campo operístico ya había sido empleado por ejemplo por François-Adrien Boieldieu en un aria de La Dame blanche). Chaikovski adopta el reagrupamiento 2+3 de los tiempos del compás, lo que da la impresión de un vals. Desde un punto de vista formal, el movimiento tiene la estructura ABA del scherzo, al que Chaikovski añade una coda basada en ambas partes de la composición. Con un tempo no demasiado rápido, este movimiento se inserta en el tipo de scherzos con tempo moderado, predilectos de Brahms (por ejemplo en sus tres primeras sinfonías). El carácter de la parte A se encuentra bien descrito en las indicaciones de tempo Allegro con grazia, y en efecto el movimiento se inicia como una pausa distensiva después del dramatismo del primer movimiento. La parte B (que en el scherzo se llama "trío"), en sí menor, aporta a la sinfonía una atmósfera de melancolía y tristeza. Durante toda la duración del trío la melodía se basa en una fórmula rítmica de un compás repetido incesantemente en varios grados de la escala e intervalos y acompañada de un bajo consistente en la repetición obsesiva en negras de la misma nota re por parte de los fagotes, timbales y contrabajos. Después de un episodio de transición donde se alternan las células temáticas del trío y el primer compás del movimiento, está la reanudación de la parte A. La coda se inicia con una frase singular de 8 compases, en la que una escala ascendente de re mayor de las cuerdas acompaña a una escalera descendente armonizada por los metales con notas largas (dos por compás). Tras una alternancia de los dos motivos principales, el movimiento se cierra sobre un acuerdo pianissimo de los instrumentos de viento.
Algunos han definido este movimiento como "una sonrisa entre las lágrimas".

### III.Allegro molto vivace
El tercer movimiento va más allá de un scherzo clásico: en el vagabundeo inquieto de los instrumentos de viento, un instrumento tras otro toca un motivo de marcha, hasta que finalmente el clarinete lo convierte en un tema. Después de algunas enérgicas repeticiones, la marcha cierra con fuerza este movimiento. No es casualidad que el movimiento, con su carácter tormentoso, recuerde el final de la Sinfonía n.º 3 "Im Walde" de Joachim Raff con sus cuerdas inquietas, sus silbidos de la madera y sus metales atronadores; la sinfonía fue una de las más interpretadas de su época y Chaikovski ya se había inspirado en Raff en su Quinta sinfonía.

### IV.Finale. Adagio lamentoso
En la época en que se compuso la sinfonía, sin duda fue una osadía colocar un movimiento lento al final de una obra de concierto de varios movimientos. Las cuerdas entonan un motivo de suspiro que cae, que se contrasta con un tema andante en la sección central. La recapitulación de la primera sección conduce a la coda, que se abre con un piano tam-tam. A esto le sigue un coral de metales y una variación menor del tema Andante de la sección central. La sinfonía termina con un acorde de Si menor en las cuerdas bajas.
Como admirador de Chaikovski, Gustav Mahler, adoptó la idea de un movimiento final lento en sus sinfonías 3 y 9, aunque no en La menor sino en La Mayor.

## Discografía selecta
- 1923 – Landon Ronald, Orquesta del Royal Albert Hall (HMV).
- 1923 – Willem Mengelberg, Orquesta Filarmónica de Nueva York (RCA Victor).
- 1926 – Albert Coates, Orquesta Sinfónica de Londres, Grammophone (La voce del pardone).
- 1930 – Serge Koussevitzky, Orquesta Sinfónica de Boston (BMG).
- 1930 – Oskar Fried, Royal Philharmonic Orchestra (Lys).
- 1937 – Willem Mengelberg, Orquesta Real del Concertgebouw
- 1938 – Wilhelm Furtwängler, Orquesta Filarmónica de Berlín (Biddulph).
- 1940 – Arturo Toscanini, Orquesta de Filadelfia (BMG).
- 1941 – Willem Mengelberg, Orquesta Real del Concertgebouw
- 1947 – Arturo Toscanini, Orquesta Sinfónica de la NBC (BMG).
- 1949 – Yevgueni Mravinski, Orquesta Filarmónica de San Petersburgo (BMG).
- 1951 – Paul van Kempen, Orquesta Real del Concertgebouw (Philips)
- 1955 – Pierre Monteux, Orquesta Sinfónica de Boston (Naxos).
- 1956 – Yevgueni Mravinski, Orquesta filarmónica de San Petersburgo (DG).
- 1958 – Eugene Ormandy, Orquesta de Filadelfia (Columbia).
- 1959 – Ferenc Fricsay, RIAS Berlin (DG)
- 1960 – Yevgueni Mravinski, Orquesta Filarmónica de San Petersburgo (DG).
- 1960 – Eugene Ormandy, Orquesta de Filadelfia (Sony).
- 1964 – Herbert von Karajan, Orquesta Filarmónica de Berlín (DG).
- 1981 - Carlo Maria Giulini, Orquesta Filarmónica de Los Ángeles (DG)
- 1984 – Yevgueni Mravinski, Orquesta Filarmónica de San Petersburgo (Erato, en vivo).
- 1986 – Leonard Bernstein, Orquesta Filarmónica de Nueva York (DG, en vivo).
- 1990 – Vladimir Delman, Orquesta Sinfónica Nacional de la RAI.
- 1991 – Mijaíl Pletniov, Orquesta Nacional Rusa (Virgin).
- 1991 – Mstislav Rostropóvich, Orquesta Sinfónica Nacional (Sony).
- 1995 – Valeri Guérguiyev, Orquesta Sinfónica del Teatro Mariinski (Philips).
- Ígor Markévich, Orquesta Sinfónica de Londres (Philips).
- Fritz Reiner, Orquesta Sinfónica de Chicago (RCA).
- 2012 – Michel Tabachnik, Orquesta Filarmónica de Bruselas (Brussels Philharmonic Recordings).
- 2017 – Teodor Currentzis, MusicAeterna (Sony Music Classical).